# Нуаро, Жан-Батист
Жан-Батист Нуаро (фр. Jean-Baptiste Noirot; 1768—1826) — французский военный деятель, бригадный генерал (1806 год), участник революционных и наполеоновских войн.

## Биография
Родился в семье мирового судьи Жака Нуаро (фр. Jacques Antoine Noirot; 1742—1798) и его супруги Анны Гарнье (фр. Anne Gabrielle Garnier).
19 октября 1788 года начал военную службу в корпусе телохранителей графа д'Артуа. 12 сентября 1791 года при расформировании этого корпуса вышел в отставку.
10 марта 1792 года вернулся к активной службе, и в звании младшего лейтенанта был зачислен в 19-й кавалерийский полк. 17 февраля 1793 года в Страсбурге Жан-Батист женился на Маргарите дю Тей де Бомон (фр. Marguerite du Teil de Beaumont; 1778—1847), дочери генерала Жана дю Тея (фр. Jean du Teil de Beaumont; 1738—1820), от которой имел единственную дочь. 4 марта 1793 года стал адъютантом генерала дю Тея. Сражался в составе Мозельской армии, принимал участие в осаде Тулона. В 1794 году стал адъютантом генерала Шерера в Итальянской армии, затем служил в Рейнской армии. 28 декабря 1796 года назначен инспектором кавалерии. 18 апреля 1798 года переведён в 13-й драгунский полк, и отличился при осаде Филипсбурга.
12 августа 1799 года произведён в полковники, и возглавил 23-й кавалерийский полк. 14 декабря 1800 года в сражении при Зальцбурге захватил 50 пленных и 2 орудия. 30 декабря 1802 года назначен командиром 5-го кирасирского полка. В составе дивизии генерала д'Опуля участвовал в кампании 1805 года, отличился в сражении при Аустерлице. В 1806 году участвовал в Прусской кампании, сражался при Йене.
31 декабря 1806 года произведён в бригадные генералы и возглавил 1-ю бригаду 1-й драгунской дивизии. 6 февраля при Гофе был ранен, и получил разрешение вернуться во Францию.
8 июля 1807 года был определён в состав резервной армии. 12 апреля 1807 года назначен командующим департамента Нижний Мёз. 12 декабря 1807 года – командующий кавалерийского депо в Бургосе. С 7 апреля 1809 года оставался в распоряжении командующего Армией Испании маршала Журдана. 24 апреля 1809 года назначен губернатором Сантандера и зачислен в штаб 4-го корпуса. В сентябре 1809 года присоединился к 3-й драгунской дивизии генерала Мийо, где он командовал бригадой, состоящей из 5-го и 12-го драгунских полков. Вместе с этим отрядом он отличился в битве при Оканье 19 ноября и был положительно упомянут маршалом Сультом в своём отчёте.
10 сентября 1811 года возвратился во Францию и 13 февраля 1812 года назначен командующим департамента Сена и Уаза. В начале марта 1813 года командовал 1-й маршевой бригадой 2-й дивизии тяжёлой кавалерии. 9 мая 1813 года возглавил кавалерийское депо в Эрфурте. 30 сентября 1813 года был арестован за халатность, так как отвечая за возвращение основного кавалерийского депо Великой Армии обратно на Рейн, он позволил противнику застать себя врасплох, что посеяло замешательство на французских коммуникациях. Американский историк Роберт Бернэм пишет о Нуаро, что «его помнят как генерала, который потерял контроль над своими войсками и в критический момент нанёс серьёзный ущерб армейским коммуникациям».
Получил свободу при первой Реставрации. 4 июля 1814 года восстановлен в армии и 18 июля назначен генеральным инспектором жандармерии. В во время «Ста дней» не присоединился к Императору и оставался без служебного назначения. 1 января 1816 года определён в резерв и 1 декабря 1824 года вышел в отставку.

## Воинские звания
- Солдат (19 октября 1788 года);
- Младший лейтенант (10 марта 1792 года);
- Капитан (30 декабря 1793 года);
- Командир эскадрона (1 декабря 1795 года);
- Полковник (12 августа 1799 года);
- Бригадный генерал (31 декабря 1806 года).

## Титулы
- Барон Нуаро и Империи (фр. baron Noirot et de l'Empire; декрет от 22 марта 1813 года, патент не подтверждён).

## Награды
Легионер ордена Почётного легиона (11 декабря 1803 года)
 Офицер ордена Почётного легиона (14 июня 1804 года)
 Коммандан ордена Почётного легиона (25 декабря 1805 года)
 Кавалер военного ордена Святого Людовика (29 июля 1814 года)